# Музей «Почтовая станция» (Переяслав)
Музей «Почтовая станция» — музей, посвященный истории развития почтовой связи и интерьеру почтовых станций. Открылся в 1993 году в городе Переяслав в Украине. Входит в состав Национального историко-этнографического заповедника «Переяслав».

## История
Музей «Почтовая станция» открылся в 1993 году. Он расположен в бывшем мещанском доме, построенном в XIX веке. Дом изначально был расположен на улице Старокиевской, и через реконструкцию городских дорог его должны были снести. Но вместо этого дом передали администрации Переяслав-Хмельницкого историко-культурного заповедника, и здание перевезли на территорию заповедника в 1986 году. Несколько лет дом реставрировали. В 1989 году началось воссоздание интерьера почтовой станции, таким, каким он был в XIX веке.
Перед открытием музея, были воссозданы интерьеры почтовой канцелярии, жилой комнаты смотрителя станции, комната для путешественников и извозчиков. В 1992—1993 годах к музею была присоединена фуражная кладовая. Музей «Почтовая станция» делится на четыре основных раздела. Первый посвящен развитию почтовой связи в Украине во второй половине XIX-начале XX века. Экспонаты второго раздела расскажут о том, как обеспечивались перевозки пассажиров почтовыми станциями по существующим маршрутам почтовых трактов. Третий раздел посвящен жизни и быту смотрителя станции. Тема четвертого — жизнь и работа извозчиков. В музее было запланировано создание разделов почтовой корреспонденции и средств технического обслуживания нужд почтовой станции.
В помещении канцелярии расположено рабочее место смотрителя почтовой станции. Это массивный стол, с резьбой, ящиком для денег, и журналом, в котором велась регистрация путешественников. Здесь же выставлены экспозиции коллекции монет и бумажных денег, которые нужны были для расчетов за проезд. Постоянно работает выставка почтовых открыток, которые датированы началом XX века. На стене также висят «Высочайше утвержденные почтовые правила». Среди экспонатов музея — карта Полтавской губернии и карты-схемы почтовых трактов.
В музее представлены подорожные грамоты — специальные документы, которыми путешествующая особа могла засвидетельствовать свою личность. Здесь есть фотокопии подорожных грамот Николая Гоголя, Тараса Шевченко, Михаила Максимовича.
В специальной комнате, которая предназначалась для отдыха ямщиков, есть стол, одежда извозчиков, конская упряжь. Есть резная дуга с колокольчиками, среди которых «Дар Валдая». Такие колокольчики датированы концом XVIII века.
В комнате для отдыха и ночевки пассажиров показаны мебель и дорожные чемоданы, здесь же есть граммофон и фисгармония.

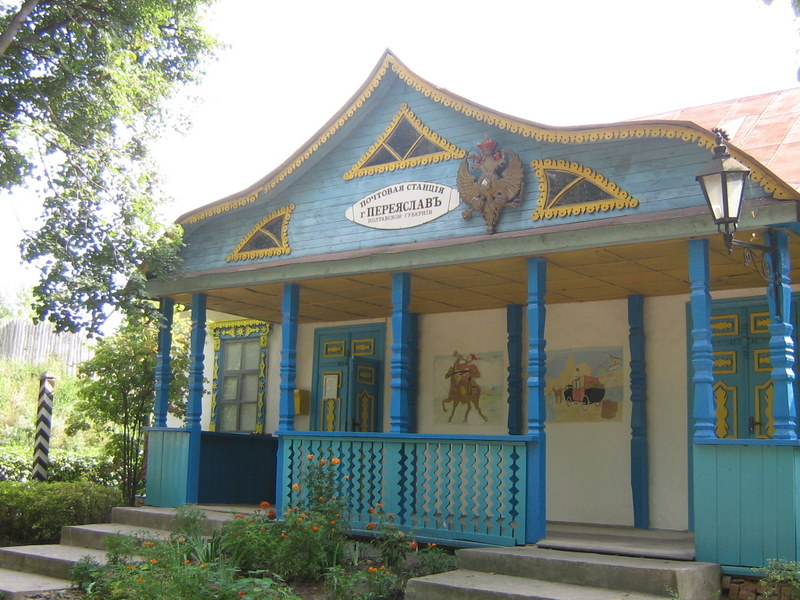
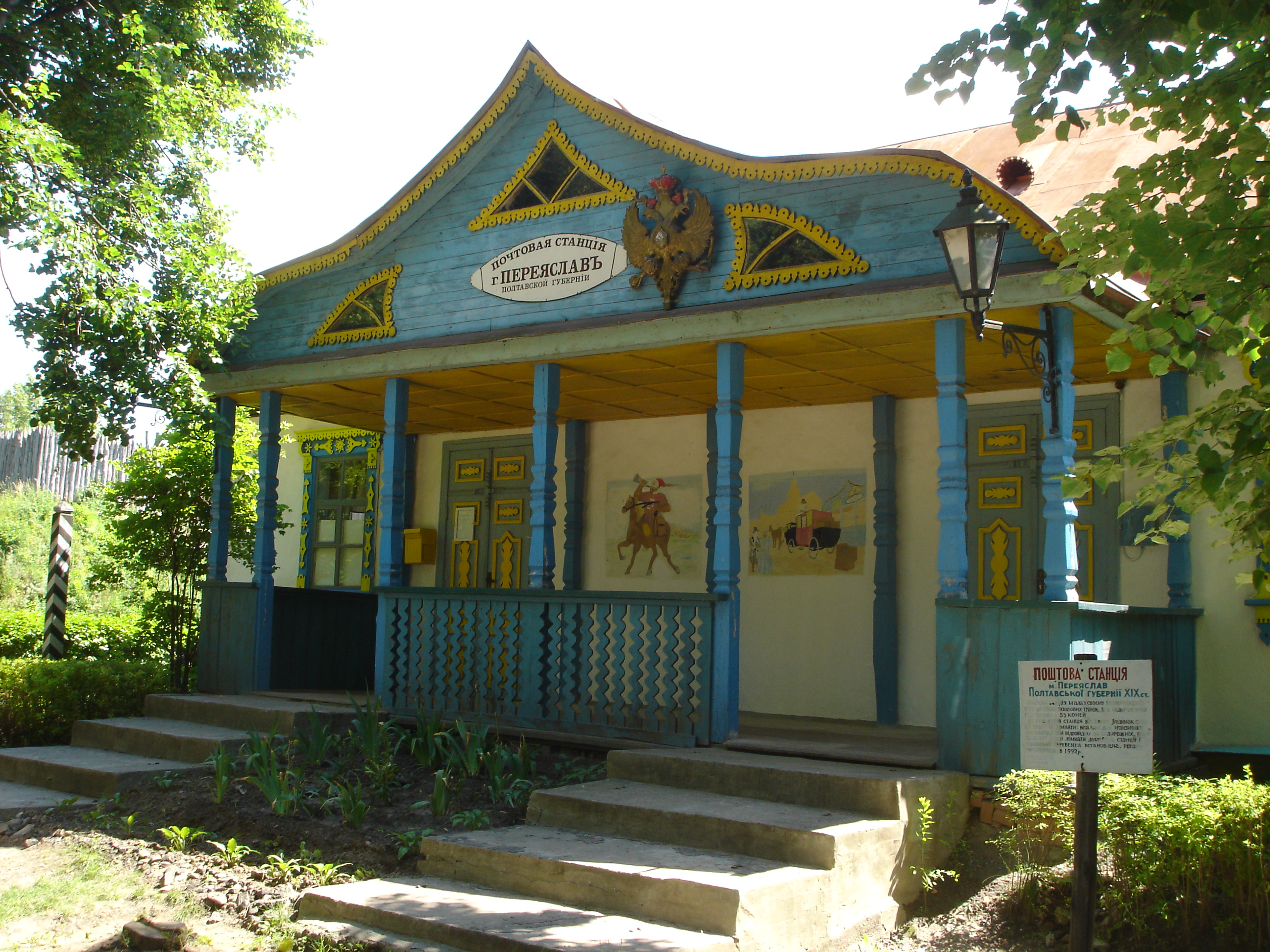
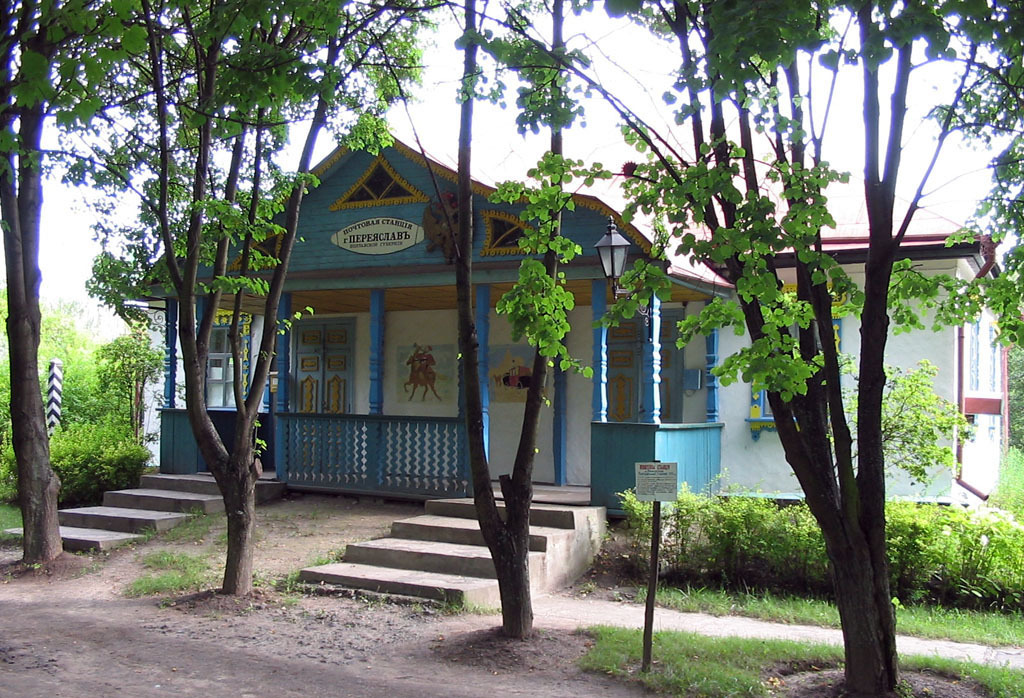
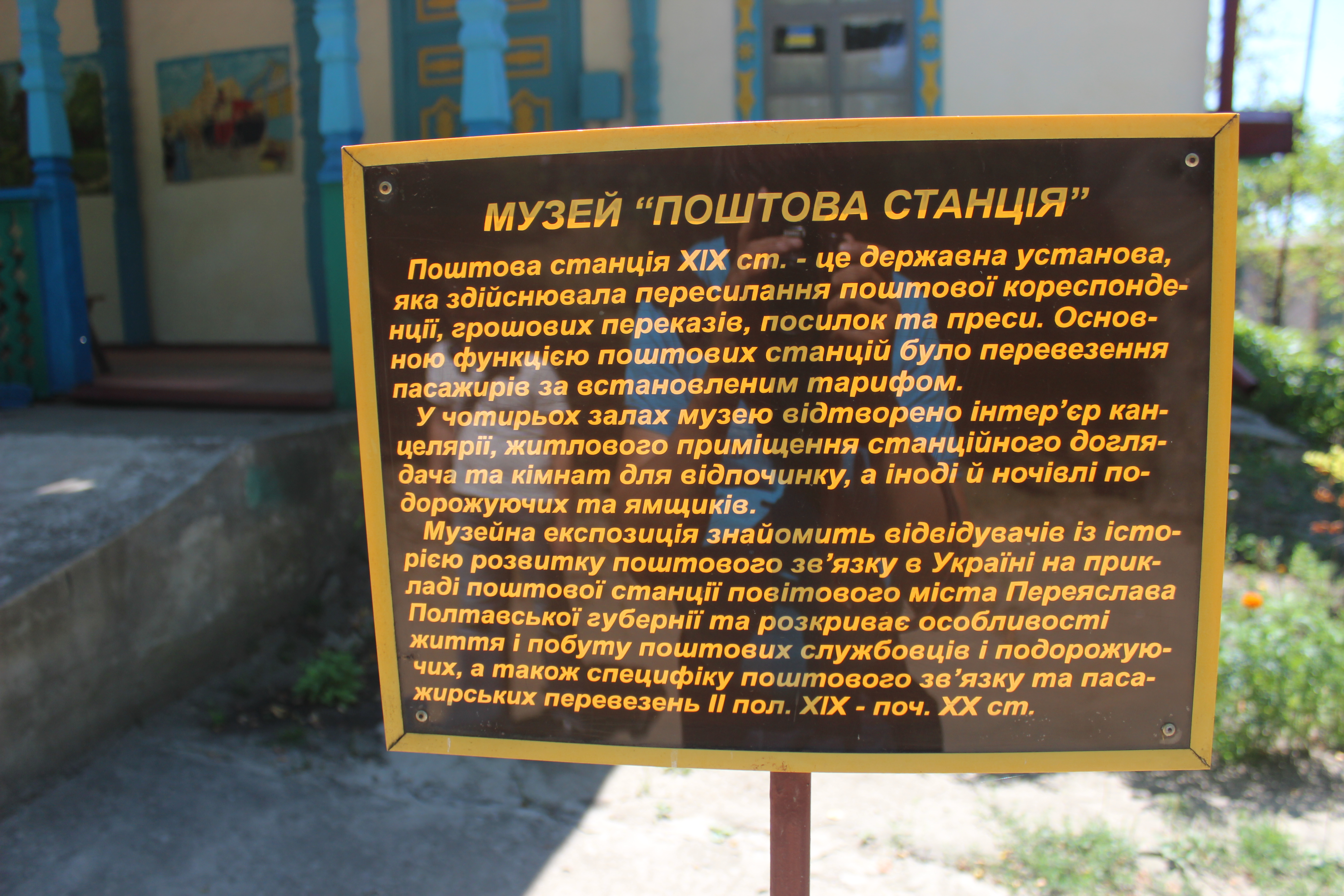
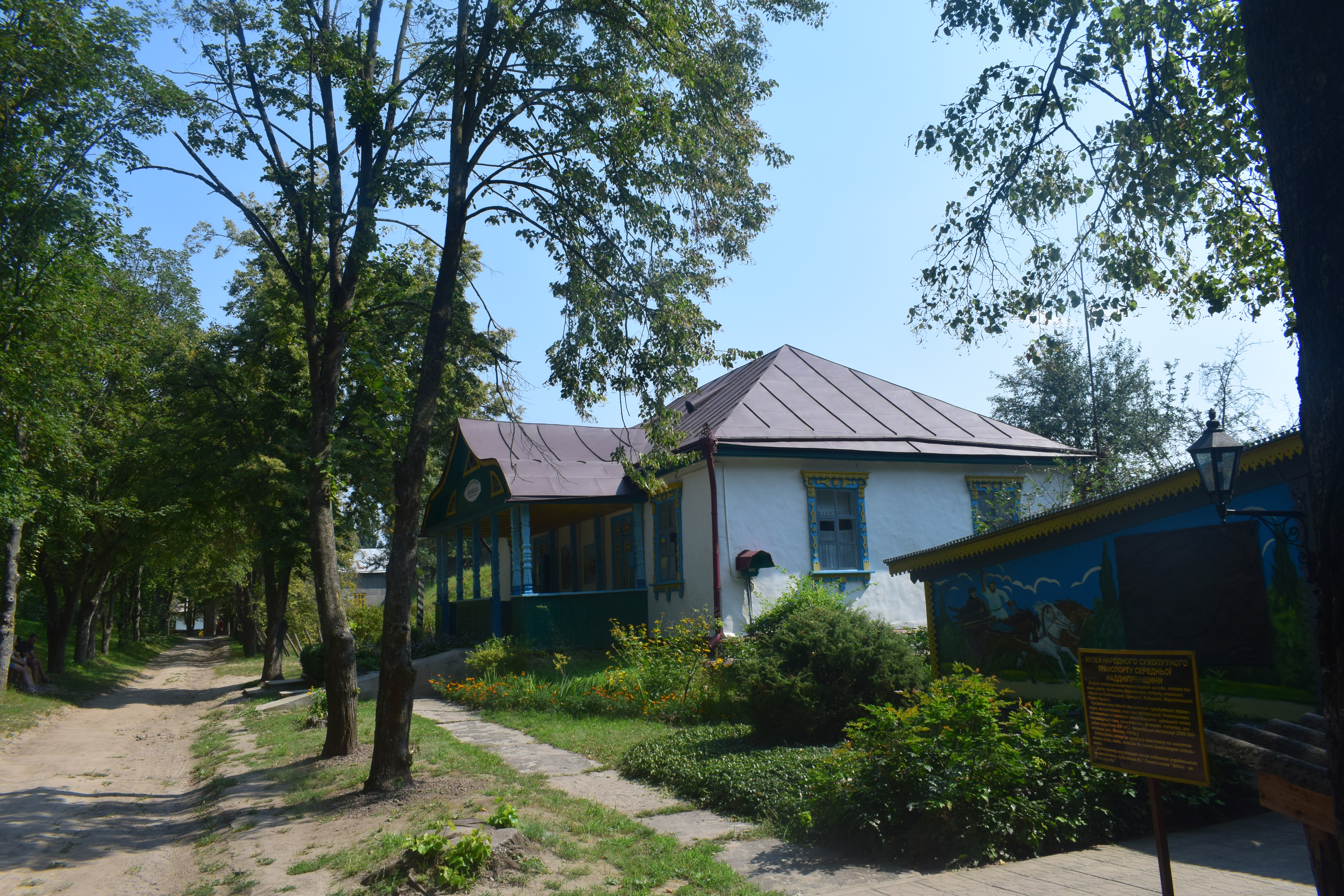
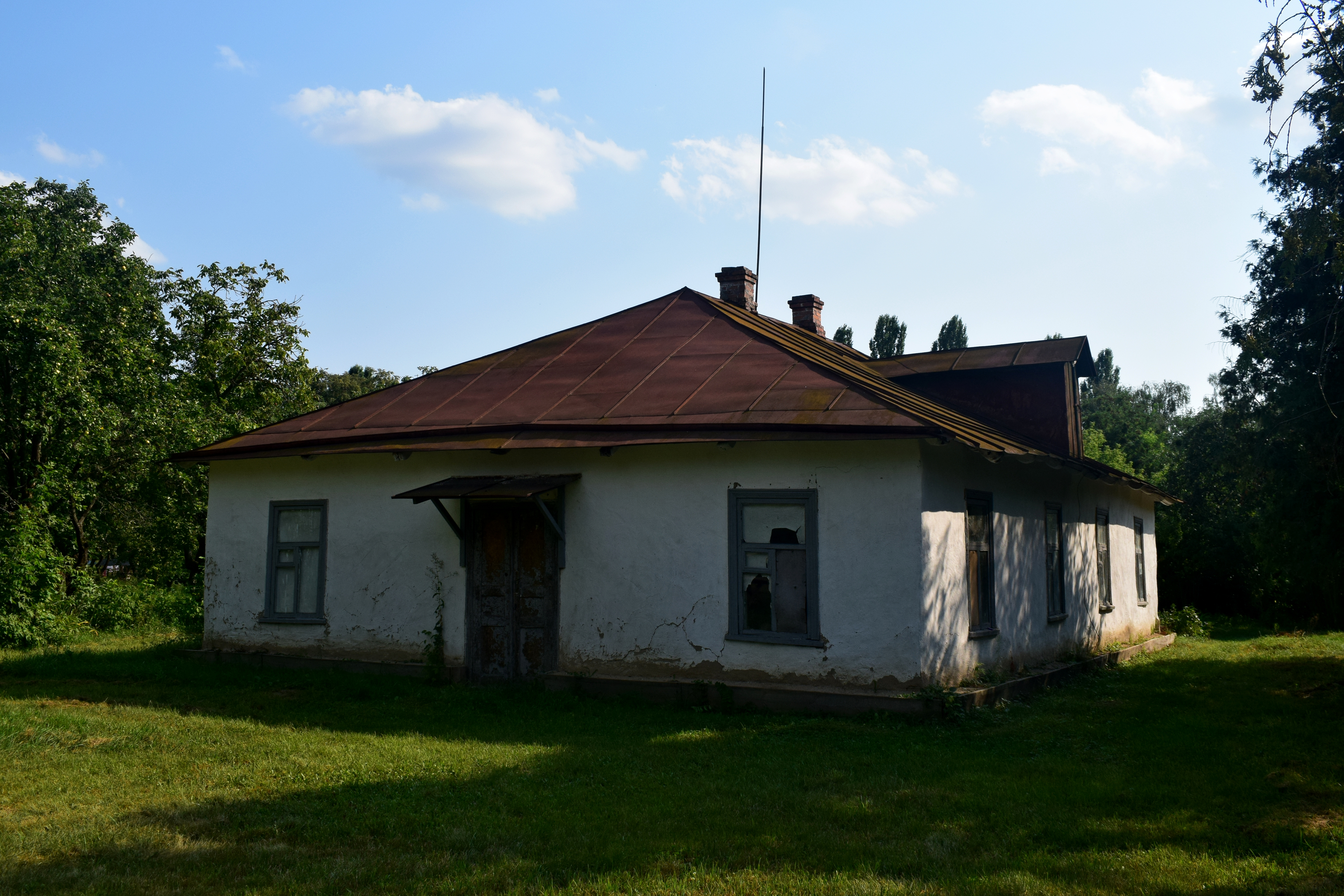
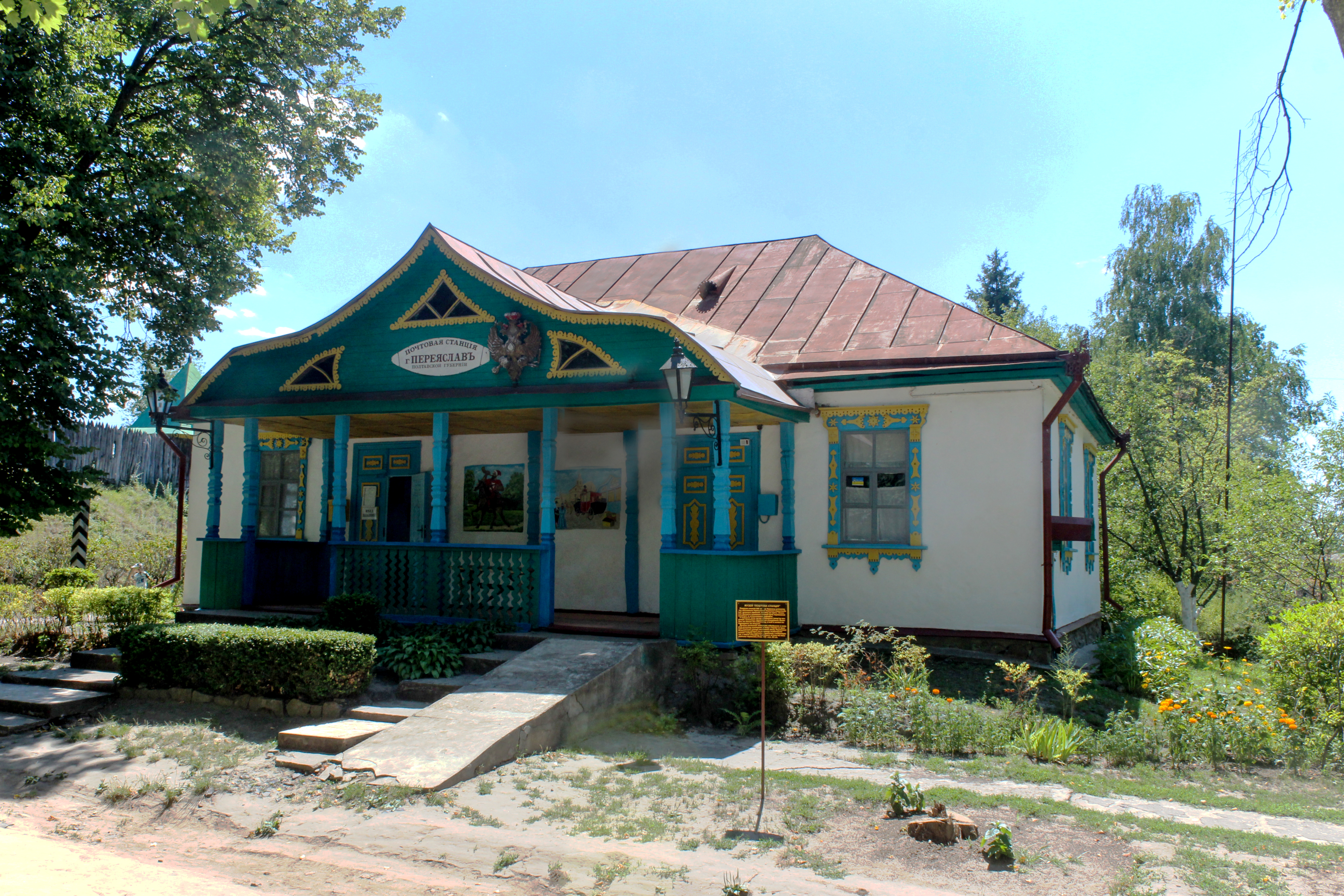
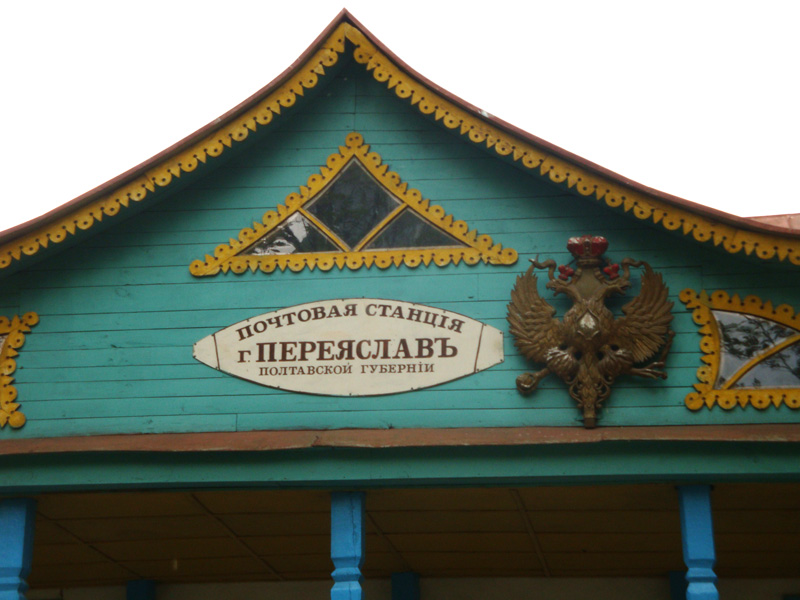
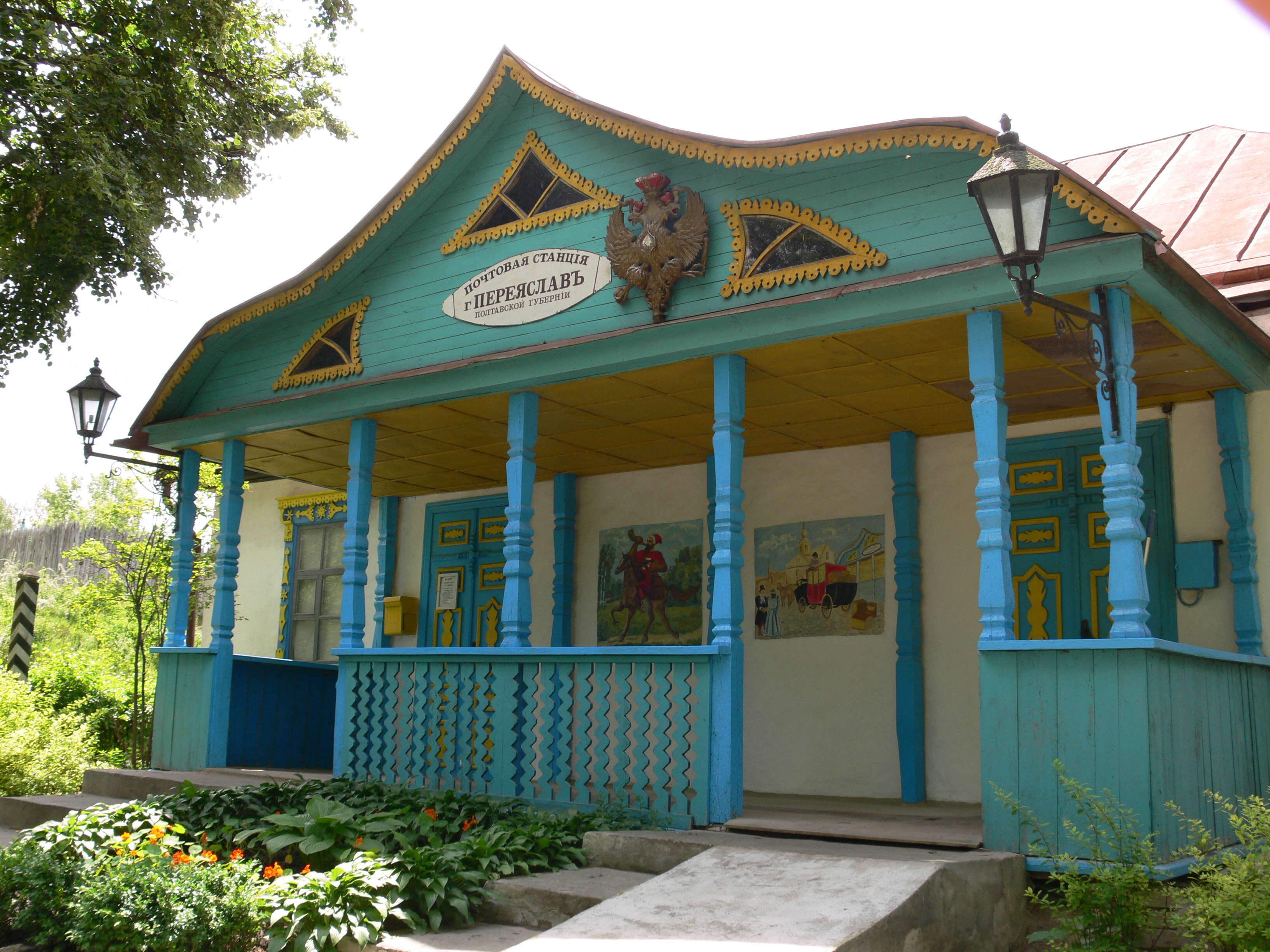
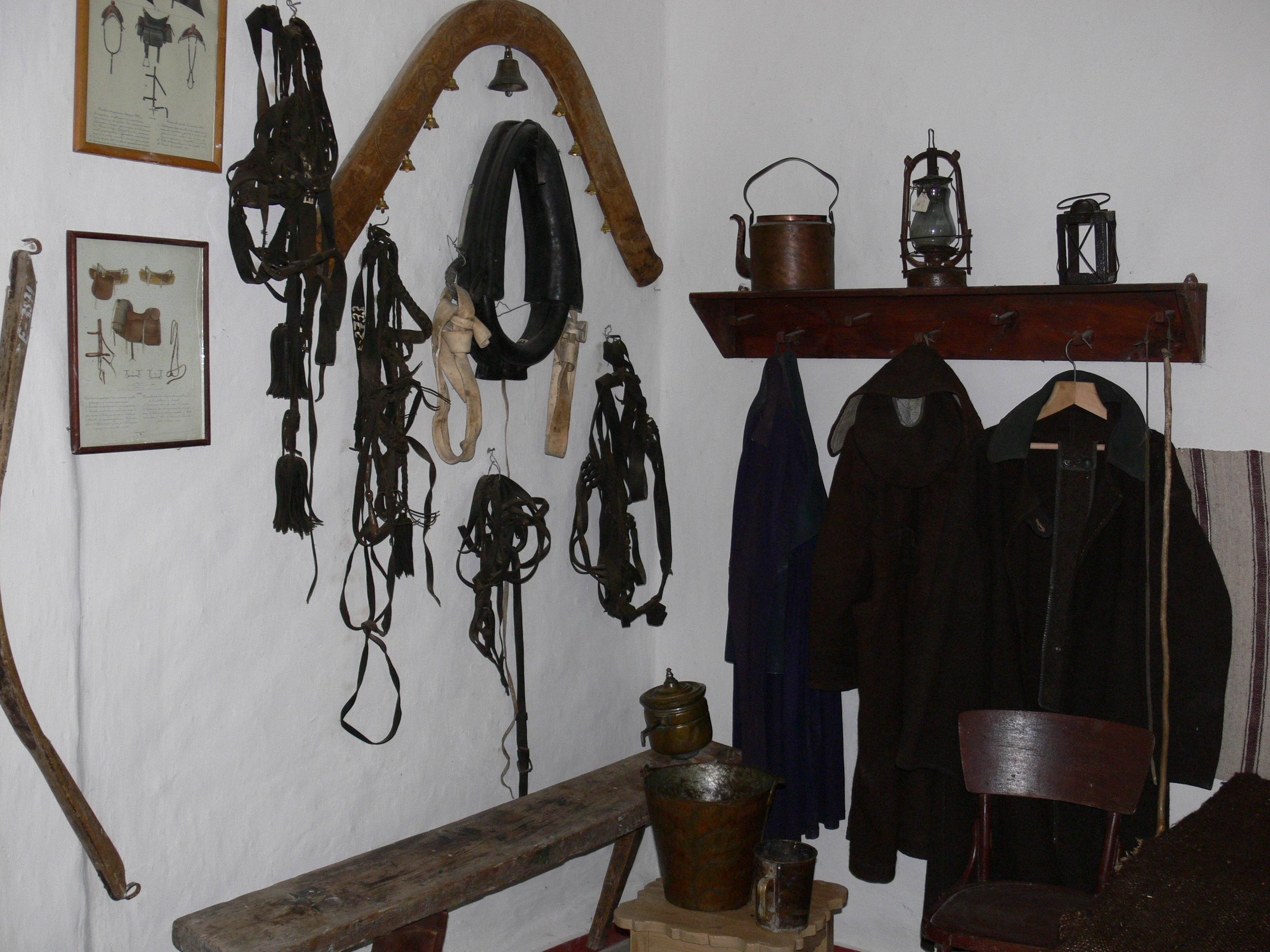
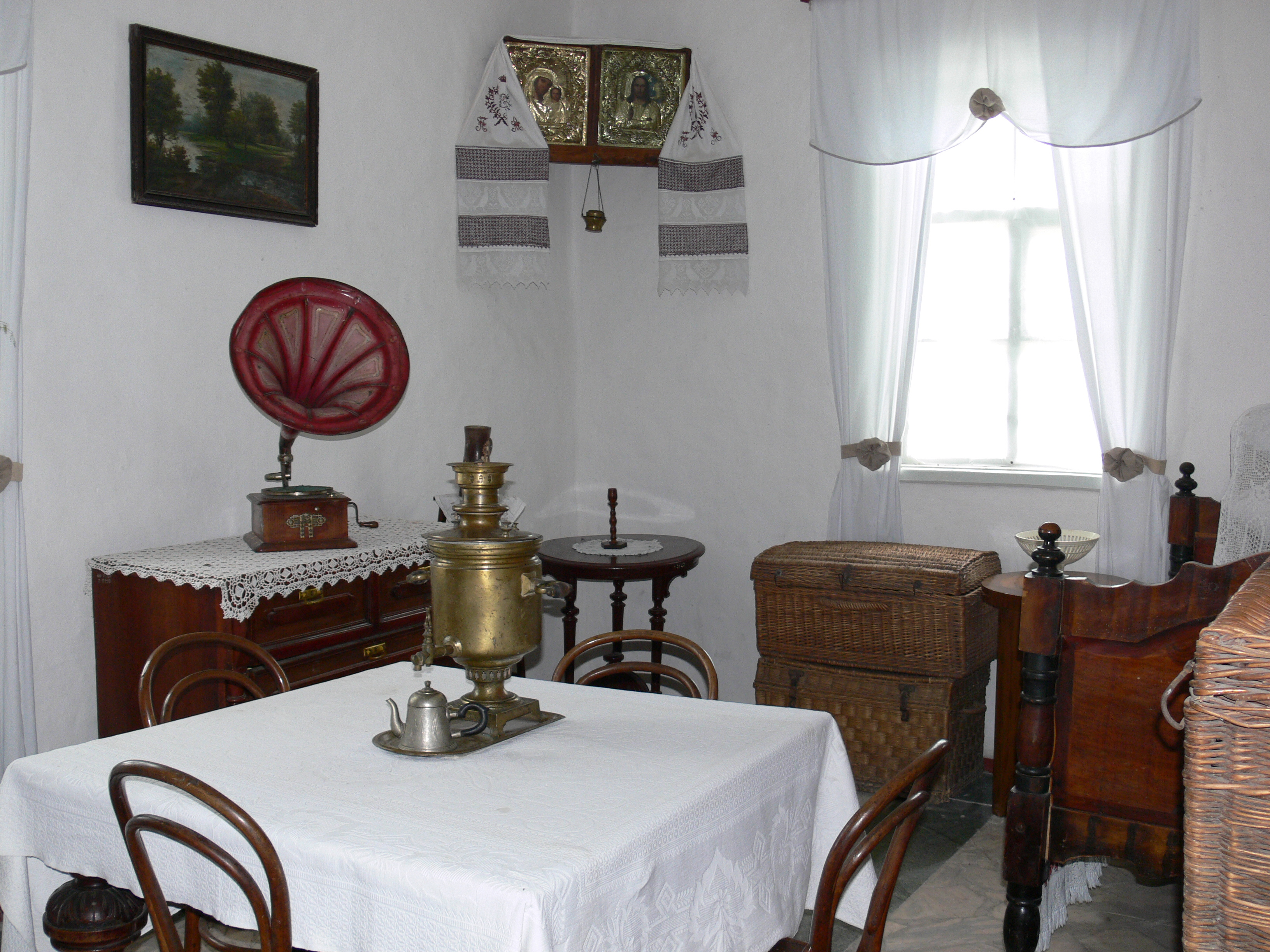
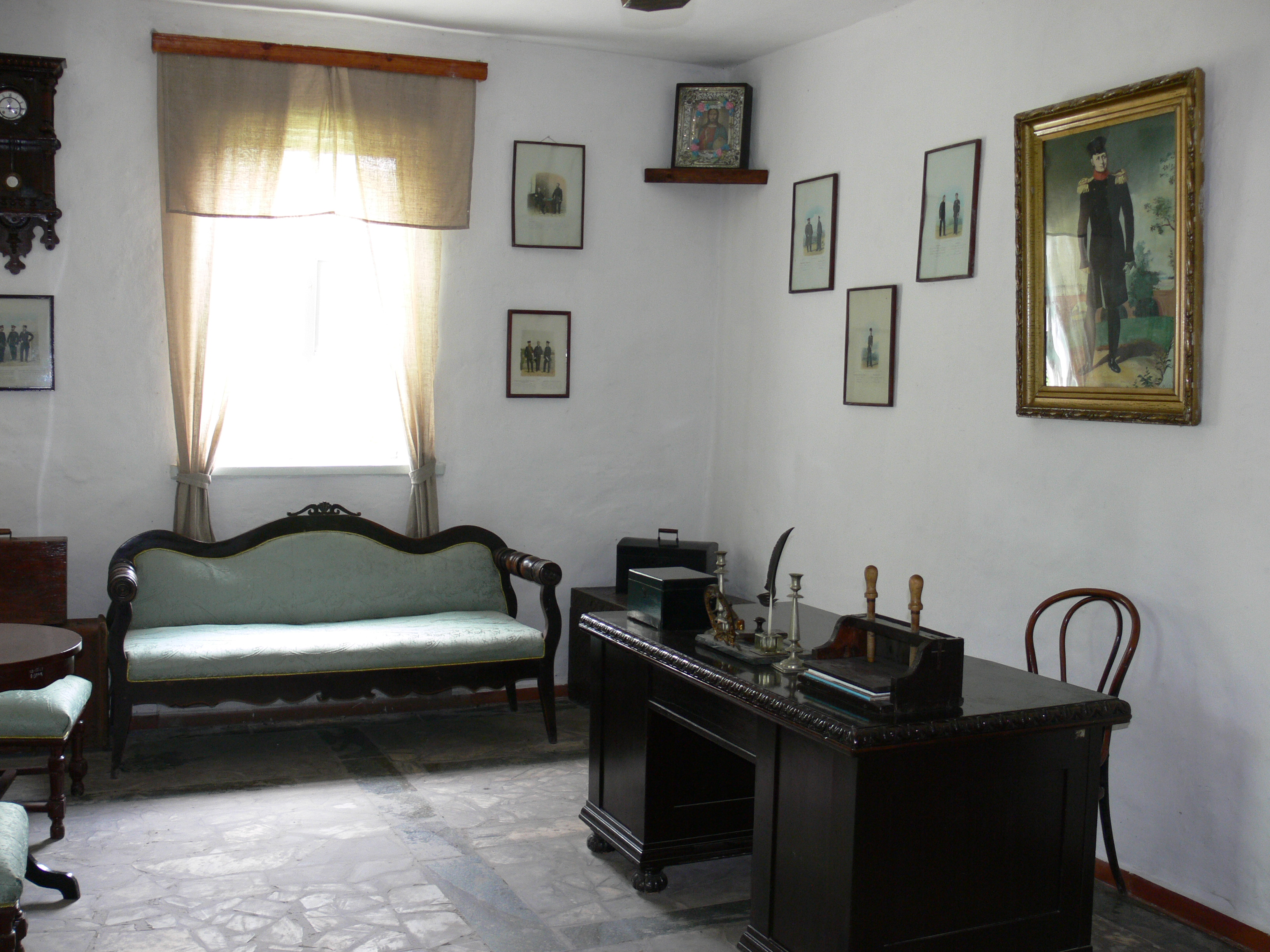